# Praha-Holyně
Praha-Holyně egy csehországi vasútállomás, Prágában.

## Megközelítés helyi közlekedéssel
- Vonat:   S6

## Vasútvonalak
Az állomást az alábbi vasútvonalak érintik:
- Prága–Rudná u Prahy–Beroun-vasútvonal

## Szomszédos állomások
A vasútállomáshoz az alábbi állomások vannak a legközelebb:
- Praha-Hlubočepy
- Praha-Řeporyje